# アリコシステム
株式会社アリコシステム (ARiKO System Co. Ltd.) は、モバイル事業を行う企業。
保険会社のアリコジャパンとは無関係である。

## 概要
- 設立：1996年8月5日
- 所在：東京都港区赤坂2丁目8番4号 サンライズ赤坂ビル2階
- 資本金：397,200,000円
- 代表取締役社長：塩入真理絵